# (14378) 1989 TA16
(14378) 1989 TA16 est un astéroïde de la ceinture principale d'astéroïdes découvert en 1989.

## Description
(14378) 1989 TA16 a été découvert le 4 octobre 1989 à l'observatoire de La Silla, au Chili, par Henri Debehogne.

### Caractéristiques orbitales
L'orbite de cet astéroïde est caractérisée par un demi-grand axe de 2,59 UA, un périhélie de 2,17 UA, une excentricité de 0,16 et une inclinaison de 2,30° par rapport à l'écliptique. Du fait de ces caractéristiques, à savoir un demi-grand axe compris entre 2 et 3,2 UA et un périhélie supérieur à 1,666 UA, il est classé, selon la JPL Small-Body Database, comme objet de la ceinture principale d'astéroïdes.

### Caractéristiques physiques
(14378) 1989 TA16 a une magnitude absolue (H) de 14,4 et un albédo estimé à 0,250.